# Yinli-1

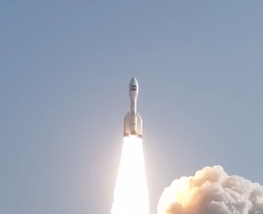
Yinli-1 beim Start

Die Yinli-1 (chinesisch 引力-1 „Schwerkraft 1“) ist eine mittelschwere orbitale Trägerrakete des im Jahr 2000 gegründeten chinesischen Raumfahrtunternehmens Orienspace (东方空间). Sie ist die weltweit stärkste Feststoffrakete und die bislang stärkste Rakete eines chinesischen Privatunternehmens. Die erste Yinli-1 startete am 11. Januar 2024 und brachte drei Wettersatelliten in eine niedrige Erdumlaufbahn.

## Aufbau und technische Daten
Die Yinli-1 besteht aus drei Stufen mit Feststoffantrieb und einer optionalen vierten Stufe mit Flüssgkeitsantrieb. Die erste Stufe besteht wiederum aus vier seitlich angebrachten Boostern, die beim Start zünden. Später folgen die Brennphasen der zwei oder drei übereinander montierten Kernstufen. Die Triebwerke wurden von der staatlichen Akademie für Feststoffraketentriebwerkstechnik und der staatlichen China Aerospace Science and Technology Corporation bereitgestellt.
Die Rakete ist 31,4 Meter hoch und wird mit zwei verschiedenen Nutzlastverkleidungen angeboten, einer mit 3,8 und einer mit 4,2 Metern Durchmesser. Das Startgewicht der Rakete beträgt 400 Tonnen und der Startschub etwa 6000 kN. Sie soll bis zu 6500 kg schwere Nutzlasten in niedrige Erdumlaufbahnen und 3700 kg in 700 km hohe sonnensynchrone Umlaufbahnen befördern können.
Es sind zwei weitere Modelle der Yinli-Reihe geplant, die Yinli-2 mit 15,5 Tonnen und die Yinli-3 mit 30,6 Tonnen Transportkapazität. Letztere soll auch bis zu 8 Tonnen schwere Nutzlasten auf den Weg zum Mond bringen können.

## Starts
Die Yinli-1 startet wie die Feststoffraketen CZ-11H und Jielong-3 von einer schwimmenden Plattform, die im Ostchinesischen Raumfahrthafen in Haiyang beheimatet ist. Das Spezialschiff fährt für den Start jeweils aufs Gelbe Meer hinaus.
Im Folgenden sind alle bisherigen Starts der Rakete aufgelistet, Stand 30. Juni 2025:
| Nr. | Datum (UTC)         | Startplatz  | Nutzlast                      | Art der Nutzlast                      | Aussetzorbit | Anmerkungen |
| --- | ------------------- | ----------- | ----------------------------- | ------------------------------------- | ------------ | ----------- |
| 1   | 11. Jan. 2024 05:30 | Gelbes Meer | Yunyao-1 18–20 Massesimulator | 3 Wettersatelliten Raumschiffprototyp | LEO          | Erfolg      |

Weitere Starts von Jilin-1-Satelliten sind geplant.